# غوستاف فيكتور رودولف بورن
غوستاف فيكتور رودولف بورن (بالإنجليزية: Gustav Victor Rudolf Born)‏ (29 يوليو 1921 - 16 أبريل 2018)  كان أستاذًا فخريًا في علم الأدوية في كلية كينجز كوليدج في لندن وأستاذ باحث في معهد ويليام هارفي للأبحاث في بارتس وكلية لندن للطب وطب الأسنان .
ولد في ألمانيا، والدته Hedwig Ehrenberg ووالده العالم Max Born. غادرت عائلته ألمانيا إبان الحرب العالمية الثانية حيث كان والده وجده يهوديان. تلقى تعليمه فيغوتنغن. بعد انتقاله إلى المملكة المتحدة مع والده، التحق بمدرسة بيرس وكامبردج وأكاديمية إدنبرة وجامعة إدنبرة .

## المهنة
عمل أستاذًا في علم الأدوية في جامعة كامبريدج بين عامي 1973 إلى 1978. انتخب زميلا في الجمعية الملكية في لندن في عام 1972 ، والكلية الملكية للأطباء في عام 1976. كان أستاذًا لعلم الصيدلة في كلية King's College بلندن ، وأصبح أستاذًا باحثًا في معهد وليام هارفي في عام 1989.

## المنشورات
في عام 2006 شارك في تأليف كتاب مع لوري كارنات "Wohin geht die Sonne، wenn ich schlafe" Nymphenburger Verlag، Munich. [بحاجة لمصدر]

## آخر
كان عضوا في اللجنة الاستشارية لمشروع مكافحة كونكورد . [بحاجة لمصدر]